# Grande Prairie
Grande Prairie [ˈgɹænd ˈpɹɛɹiː] ist die größte Stadt im nordwestlichen Teil von Alberta, Kanada. Sie liegt 460 km nordwestlich von Edmonton und liegt innerhalb des County of Grande Prairie No. 1, gehört aber administrativ nicht dazu. Grande Prairie liegt in einem Übergangsgebiet zwischen Prärie und borealem Wald östlich der Rocky Mountains.

## Demographie
Der Zensus im Jahr 2021 ergab für die Stadt eine Bevölkerung von 64.141 Einwohnern, nachdem der Zensus im Jahr 2016 für die Gemeinde noch eine Bevölkerung von nur 63.166 Einwohnern ergeben hatte. Die Bevölkerung hat damit im Vergleich zum letzten Zensus im Jahr 2016 deutlich schwächer als der Trend in der Provinz um nur 1,5 % zugenommen, während der Provinzdurchschnitt bei einer Bevölkerungszunahme von 4,8 % lag. Im letzten Zensuszeitraum von 2011 bis 2016 hatte die Bevölkerung noch überdurchschnittlich um 13,5 % zugenommen, bei einer durchschnittlichen Bevölkerungszunahme von 11,6 % in der Provinz.
Im Rahmen des „Census 2021“ wurde für die Gemeinde ein Medianalter von 34,0 Jahren ermittelt. Das Medianalter der Provinz lag 2021 bei 38,4 Jahren. Das örtliche Durchschnittsalter lag bei 35,0 Jahren, bzw. bei 39,0 Jahren in der Provinz. Beim „Census 2016“ wurde für die Gemeinde noch ein Medianalter von 31,9 Jahren ermittelt und für die Provinz von 36,7 Jahren, sowie ein örtliches Durchschnittsalter von 33,5 Jahren bzw. von 37,8 Jahren in der Provinz.

## Wirtschaft
Der wichtigsten Wirtschaftsbereiche sind Öl- und Erdgasförderung, Land- und Forstwirtschaft, Dienstleistungsbereichen, Tourismus sowie Verwaltungstätigkeiten. Durch Grande Prairie verläuft die wichtige CANAMEX Handelsroute (auch bekannt als CANAMEX Corridor). Dieser verbindet Kanada über die USA nach Mexiko.

## Verkehr
Die Stadt ist ein Knotenpunkt von mehreren Highways. Der Alberta Highway 2, Alberta Highway 40 und Alberta Highway 43 passieren die Stadt oder beginnen bzw. enden hier. Weiterhin ist Grande Prairie an das Streckennetz der Canadian National Railway angeschlossen.
Nordwestlich der Stadt liegt der örtliche Flughafen Grande Prairie Airport (IATA-Code: YQU, ICAO-Code: CYQU), mit zwei asphaltierten Start- und Landebahn von 1.890 bzw. 2.591 Metern Länge. Der nur für den nationalen Luftverkehr zugelassene Flughafen wird unter anderem vom Air Canada, sowie ggf. deren Regionalgesellschaften und WestJet Encore angeflogen.

## Klima
Gemäß der Klimaklassifikation nach Köppen und Geiger wird das Klima als Feuchtes, sommerwarmes Kontinentalklima (Dfb) eingestuft. Gelegentlich tritt hier auch der Chinook auf.
|                       | Jan   | Feb   | Mär   | Apr  | Mai  | Jun  | Jul  | Aug  | Sep  | Okt  | Nov   | Dez   |   |       |
| Mittl. Tagesmax. (°C) | −9,5  | −5,8  | 0,6   | 10,1 | 16,9 | 20,2 | 22,1 | 21,4 | 16,4 | 9,6  | −1,8  | −7,2  | ⌀ | 7,8   |
| Mittl. Tagesmin. (°C) | −20,5 | −17,1 | −10,4 | −2,0 | 3,7  | 8,0  | 9,6  | 8,3  | 3,7  | −1,7 | −11,4 | −17,9 | ⌀ | −3,9  |
|                       |       |       |       |      |      |      |      |      |      |      |       |       |   |       |
| Niederschlag (mm)     | 30,7  | 18,5  | 15,5  | 17,3 | 36,9 | 76,5 | 70,4 | 61,8 | 42,6 | 23,8 | 26,2  | 26,4  | Σ | 446,6 |
|                       |       |       |       |      |      |      |      |      |      |      |       |       |   |       |
| Regentage (d)         | 12,1  | 9,2   | 8,7   | 6,9  | 9,8  | 12,8 | 13,1 | 12,4 | 11,5 | 10,1 | 11,1  | 10,6  | Σ | 128,3 |

| −20,5 |

| −17,1 |

| −10,4 |

| −2,0 |

| 3,7 |

| 8,0 |

| 9,6 |

| 8,3 |

| 3,7 |

| −1,7 |

| −11,4 |

| −17,9 |

| −20,5 |

| −17,1 |

| −10,4 |

| −2,0 |

| 3,7 |

| 8,0 |

| 9,6 |

| 8,3 |

| 3,7 |

| −1,7 |

| −11,4 |

| −17,9 |

## Sport
2007 fanden hier die Naturbahnrodel-Weltmeisterschaften statt, nachdem hier 1995 bereits die Winterspiele der Canada Games stattfanden. 2010 war die Stadt Austragungsort der Arctic Winter Games.

## Söhne und Töchter der Stadt
- William P. Young (* 1955), Autor
- Clint Malarchuk (* 1961), Eishockeytorwart
- Cheryl Bernard (* 1966), Curlerin
- Darren Zenner (1971–2020), Boxer
- Christine Nordhagen (* 1971), Ringerin
- Chris Le Bihan (* 1977), Bobfahrer
- Carter Rycroft (* 1977), Curler
- Kristie Moore (* 1979), Curlerin
- Dominic Imhof (* 1982), Fußballspieler
- Ciaran McGovern (* 1989), Volleyballspieler
- Carter Rowney (* 1989), Eishockeyspieler
- Brook Sedore (* 1993), Volleyballspieler

- Alex Zahara (* im 20. Jahrhundert), Schauspieler und Synchronsprecher